# Roberto Carlos (zanger)
Roberto Carlos Braga (Cachoeiro de Itapemirim, 19 april 1941) is een Braziliaanse zanger en componist. In de jaren 60 was hij een van de voormannen van de Braziliaanse rock-'n-rollstroming Jovem Guarda ("De Jonge Garde"). Later maakte hij meer romantische en religieuze muziek. Verder heeft hij in verscheidene films gespeeld.

## Biografie

### Kindertijd
Roberto Carlos is geboren in het binnenland van Espírito Santo. Zijn vader Robertino Braga was horlogemaker, en zijn moeder Laura Moreira Braga naaister. Hij was het vierde en jongste kind van het gezin. Zijn broers en zus heten Lauro, Carlos en Norma. Als kind had Roberto Carlos de bijnaam Zunga. Hij was een rustig en dromerig kind. Hij luisterde veel naar de radio, maar speelde ook voetbal, op de fiets of met de vlieger, of ging zwemmen in de rivier. Zijn idool in die tijd was Bob Nelson, een Braziliaanse artiest die zich als cowboy kleedde en countrymuziek zong.
Op zijn zesde verloor hij een deel van zijn linkerbeen bij een treinongeluk. Sindsdien gebruikt hij een prothese vanaf zijn knie.
Toen hij 9 was, zong hij voor het eerst op de radio. Dit was op aansporing van zijn moeder, in een kinderprogramma op het lokale radiostation ZYL-9. Hij voerde de bolero Amor y más amor uit. Hiermee behaalde hij de eerste plaats in een soort wedstrijd, en won en handvol snoepjes. Ook de volgende twee zondagen won hij, waarna hij veel gevraagd werd om in het radioprogramma op te treden.
Hij leerde piano en gitaar te spelen. Eerst van zijn moeder, later als amateur op het Conservatorium van Cachoeiro de Itapemirim. Ook begon de gitarist die hem op het radioprogramma begeleid had, Zé Nogueira, hem gitaarles te geven. De gitaar waarop hij dit deed, is later aan Roberto Carlos cadeau gegeven, toen hij als bekende artiest zijn geboortedorp bezocht.

### Jeugd
In de tweede helft van de jaren 50 verhuisde Roberto Carlos naar Niterói. Zoals veel adolescenten uit die tijd kwam hij in contact met de rock-'n-roll van artiesten als Elvis Presley, Little Richard, en Chuck Berry.
In 1957 nam een klasgenoot hem mee naar de wijk Tijuca, waar hij Tim Maia, Edson Trindade, José Roberto en Wellington
leerde kennen. Met hen vormde hij een band, The Sputnicks. Regelmatig traden zij op in het programma Clube de Rock, gepresenteerd door Carlos Imperial op de zender TV Tupi. Toen Roberto Carlos in dit programma eens Elvis Presley imiteerde, werd hij uit de band gezet, omdat men vond dat de bandleden alleen samen mochten optreden. Later imiteerde Tim Maia in hetzelfde programma Little Richard, en werd ook uit de band gezet.
Toen Roberto Carlos in deze periode eens de songtekst van het lied Hound Dog nodig had, werd hij via een wederzijdse vriend voorgesteld aan Elvis-fan Erasmo Esteves. Later zou deze onder de artiestennaam Erasmo Carlos een belangrijke partner van Roberto Carlos worden.

### Jovem Guarda
In 1961 bracht Roberto Carlos zijn eerste lp, Louco por Você, uit. De meeste nummers waren geschreven door Carlos Imperial. Deze lp had echter weinig succes. Roberto Carlos weigerde echter om de rock-'n-roll op te geven. Samen met Erasmo Carlos schreef hij de nummers voor zijn tweede lp, Splish Splash, waarvan een aantal singles grote hits werden.
De beweging Jovem Guarda begon met zijn derde lp, É Proibido Fumar. Roberto Carlos was een belangrijke voorman van deze Braziliaanse rock-'n-rollbeweging. Hij werd dan ook O Rei ("De Koning") genoemd, zoals met Elvis Presley ook gebeurd was.
Vanaf 1965 presenteerde hij samen met Erasmo Carlos en Wanderlea een nationaal programma op het nationale TV Record dat ook de naam Jovem Guarda had. Dit programma droeg er veel aan bij om de beweging bekend te maken. Het programma is tot 1968 in de lucht geweest.
In deze periode deed hij aan verschillende muziekfestivals mee. Hij won het San Remo Festival van 1968 met het lied "Canzone per te", samen gezongen met Sergio Endrigo. Toen hij als vertegenwoordiger van de Jovem Guarda een festival van MPB won, kwam hem dit op kritiek te staan. In het laatste deel van de jaren 60 was er een groeiende invloed van de soul op zijn platen.

### Films
Ook maakte hij in deze tijd een aantal films, die werden geregisseerd door Roberto Farias. Hierin speelde Roberto Carlos zichzelf, maar dan als een soort actieheld. De films zijn sterk geïnspireerd op de Beatles-films. Ook later heeft hij nog films gemaakt.

### Romantische en religieuze periode

Roberto Carlos, 1972. Nationaal Archief van Brazilië.

In de jaren 70 hield de Jovem Guarda op te bestaan. Dit betekende tevens een radicale koerswijziging in de carrière van Roberto Carlos. In het het vervolg componeerde hij romantische en religieuze muziek.
Buiten Brazilië heeft hij veel succes in de rest van Latijns-Amerika, Portugal, Spanje en Italië. Vanaf deze periode brengt hij elk jaar een lp in het Portugees uit, en het volgende jaar een Spaanstalige versie van dezelfde plaat. Verder maakt hij elk jaar een muziekspecial op het landelijke tv-netwerk Rede Globo, waarin hij veel gasten ontvangt.
In de jaren 80 had hij veel romantische hits. In de jaren 90 begon hij vooral de "gewone vrouw" te bezingen: klein, mollig, met een bril en boven de 40. Ook bleef hij in deze periode religieuze nummers schrijven.
Roberto Carlos heeft een enorm arsenaal aan hits gescoord, te veel om op te sommen, maar enkele bekende romantische ballades zijn bijvoorbeeld Proposta (Propuesta / Yo te propongo), À Distância (La distancia), Detalhes, enz. Ook bekend is zijn vroege rock'n'roll hit O Calhambeque, en Sentado à beira do caminho, beide ook gecoverd in andere landen en talen.
In 2001 deed hij een sessie voor de Braziliaanse MTV Unplugged. De cd en de dvd kwamen echter pas zeven maanden later uit, vanwege een ruzie tussen Rede Globo en MTV, met name over de perfectionistische houding van Roberto Carlos. Later zijn er nog verschillende cd-boxen met zijn verzamelde werk uitgebracht.

### Persoonlijk leven

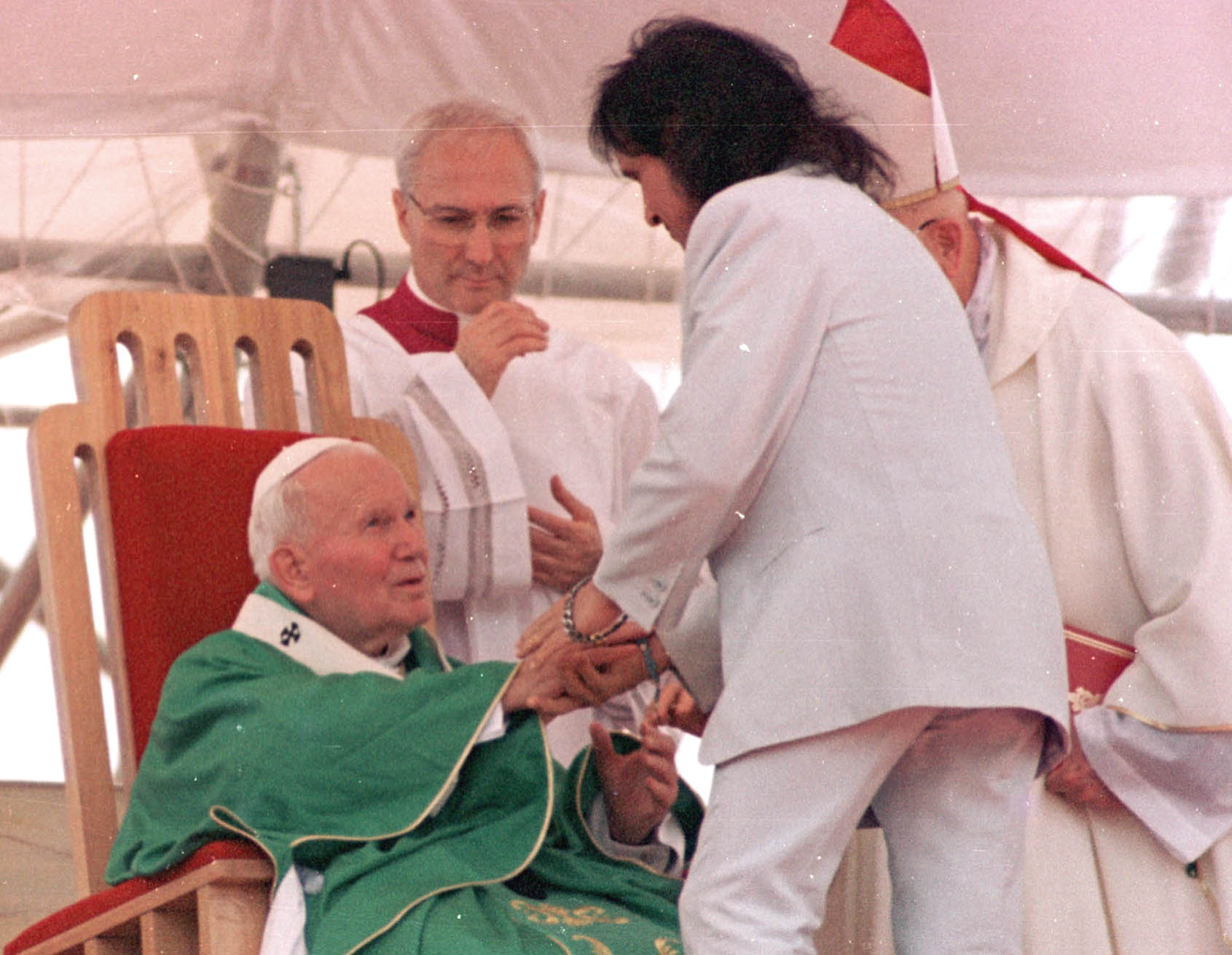
Met paus Johannes Paulus II tijdens diens bezoek aan Brazilië in 1997

In de jaren 50 trouwde Roberto Carlos met Cleonice Rossi. Met haar had hij een zoon, Roberto Carlos Segundo, en een dochter, Luciana. Het echtpaar scheidde in 1978. Hierna was hij in de jaren 80 getrouwd met de actrice Myriam Rios.
In 1991 erkende hij een buitenechtelijk kind, Rafael, als zijn zoon. Met zijn moeder, María Lucila Torres, had Roberto Carlos in 1965 een relatie gehad. Twee dagen na de erkenning van Rafael overleed zij aan borstkanker.
In de jaren 90 trouwde hij met de pedagoge Maria Rita. Deze overleed in 1999 aan een kanker aan het bekken. Dat was het enige jaar dat hij geen lp uitbracht, en geen special maakte voor Rede Globo. Uiteindelijk leidde zijn rouwperiode tot een breuk met platenmaatschappij Sony. In 2000 maakte hij het album Amor sem Limite als eerbetoon aan haar. Op deze lp schreef hij de nummers voor het eerst niet samen met Erasmo Carlos, omdat hij ze te persoonlijk vond.

## Werken

### Albums
- 1961: Louco por Você
- 1962: Splish Splash
- 1964: É Proibido Fumar
- 1964: Roberto Carlos Canta para a Juventude
- 1965: Jovem Guarda
- 1966: Roberto Carlos / Eu te Darei o Céu
- 1967: Roberto Carlos em Ritmo de Aventura
- 1968: O Inimitável
- 1969: As Flores do Jardim de Nossa Casa
- 1970: Ana
- 1970: Roberto Carlos Narra Pedro E O Lobo
- 1971: Detalhes
- 1972: À Janela
- 1973: A Cigana
- 1974: Despedida
- 1975: Quero Que Vá Tudo Pro Inferno
- 1975: San Remo 1968
- 1976: Ilegal, Imoral ou Engorda
- 1977: Amigo
- 1978: Fé
- 1979: Na Paz do seu Sorriso
- 1980: A Guerra dos Meninos
- 1981: Honestly
- 1981: Ele está pra Chegar
- 1982: Amiga
- 1983: O Amor é a Moda
- 1984: Coração
- 1985: Verde e Amarelo
- 1986: Apocalipse
- 1987: Tô Chutando Lata
- 1988: Roberto Carlos ao Vivo
- 1988: Se Diverte e já não Pensa em Mim
- 1989: Amazônia
- 1990: Super-Herói
- 1991: Todas as Manhãs
- 1992: Remix
- 1992: Você é Minha
- 1993: O Velho Caminhoneiro
- 1993: Inolvidables
- 1994: Alô
- 1995: Amigo não Chore por Ela
- 1996: Mulher de 40
- 1997: Canciones que Amo
- 1998: Meu Menino Jesus
- 1998: Canta A La Juventud
- 1999: Mensagens
- 1999: 30 Grandes Sucessos — VOLUMES I e II
- 2000: 30 Grandes Canciones
- 2000: Amor sem Limite
- 2001: Acústico MTV
- 2002: Ao Vivo no Aterro do Flamengo
- 2003: Pra Sempre
- 2004: Ao Vivo no Pacaembu
- 2005: Roberto Carlos
- 2006: Duetos

### Films
- 1958: Aguenta O Rojão
- 1958: Alegria de Viver
- 1958: Minha Sogra é da Policia
- 1961: Esse Rio que Eu Amo
- 1966: SSS Contra a Jovem Guarda (onvoltooid)
- 1968: Roberto Carlos em Ritmo de Aventura
- 1970: Roberto Carlos e o Diamante Cor-de-Rosa
- 1971: Som Alucinante
- 1972: Roberto Carlos a 300 Quilômetros Por Hora
- 1974: Saravá, Brasil dos Mil Espíritos
- 2003: Person

## Prijzen
- Globo de Cristal, uitgereikt door CBS aan Braziliaanse artiesten die meer dan 5 miljoen exemplaren buiten Brazilië verkopen.
- 1989: Grammy Award in de categorie "Latijns-Amerikaans" voor de single Tolo.

## Trivia
Het nummer, Één kopje koffie van VOF de Kunst is een bewerking van het nummer Verde e Amarelo van Carlos.
- Biblioteca Nacional de España: XX1725854
- Bibliothèque nationale de France: cb13932846r (data)
- Gemeinsame Normdatei: 134343662
- International Standard Name Identifier: 0000 0000 8187 3460
- Library of Congress Control Number: n84044499
- MusicBrainz: e43f8c07-2d2e-47fd-8279-dc0e9880882c
- Nederlandse Thesaurus van Auteursnamen: 096777877
- Virtual International Authority File: 118278903
- WorldCat: E39PBJbxyyrcCyhBV8KMjcP4v3